# Puliciphora opuntiae
Puliciphora opuntiae är en tvåvingeart som beskrevs av Renaud Maurice Adrien Paulian 1950. Puliciphora opuntiae ingår i släktet Puliciphora och familjen puckelflugor.
Artens utbredningsområde är Madagaskar. Inga underarter finns listade i Catalogue of Life.